# Martín Alund
Martín Alund (Mendoza, 26 december 1985) is een Argentijnse tennisspeler. Hij heeft nog geen ATP-toernooi gewonnen. Wel deed hij mee aan grandslamtoernooien. Hij heeft zeven challengers in het dubbelspel op zijn naam staan.

## Palmares dubbelspel
| Nr.                                   | Datum            | Toernooi     | Ondergrond | Partner               | Tegenstanders in finale                               | Score             |
| ------------------------------------- | ---------------- | ------------ | ---------- | --------------------- | ----------------------------------------------------- | ----------------- |
| Gewonnen challengers mannendubbelspel |                  |              |            |                       |                                                       |                   |
| 1.                                    | 16 november 2009 | Lima         | Gravel     | Juan-Martín Aranguren | Guillermo Rivera Aránguiz Cristobal Saavedra-Corvalan | 6-2, 7-6          |
| 2.                                    | 27 februari 2012 | Salinas      | Gravel     | Horacio Zeballos      | Ariel Behar Carlos Salamanca                          | 6-3, 6-3          |
| 3.                                    | 9 april 2012     | Pereira      | Gravel     | Guido Pella           | Sebastián Decoud Rubén Ramírez Hidalgo                | 6-3, 2-6, [10-5]  |
| 4.                                    | 8 oktober 2012   | San Juan (1) | Gravel     | Horacio Zeballos      | Nicholas Monroe Simon Stadler                         | 3-6, 6-2, [14-12] |
| 5.                                    | 22 oktober 2012  | Buenos Aires | Gravel     | Horacio Zeballos      | Facundo Argüello Agustín Velotti                      | 7-6, 6-2          |
| 6.                                    | 5 november 2012  | Guayaquil    | Gravel     | Facundo Bagnis        | Leonardo Mayer Martin Rios-Benitez                    | 7-5, 7-6          |
| 7.                                    | 19 oktober 2014  | San Juan (2) | Gravel     | Facundo Bagnis        | Diego Schwartzman Horacio Zeballos                    | 4-6, 6-3, [10-7]  |

## Resultaten grandslamtoernooien
| Legenda | Legenda                          |
| ------- | -------------------------------- |
| g.t.    | geen toernooi gehouden           |
| l.c.    | lagere categorie                 |
| –       | niet deelgenomen                 |
| G       | uitgeschakeld in de groepsfase   |
| 1R      | uitgeschakeld in de eerste ronde |
| 2R      | uitgeschakeld in de tweede ronde |
| 3R      | uitgeschakeld in de derde ronde  |
| 4R      | uitgeschakeld in de vierde ronde |
| KF      | uitgeschakeld in de kwartfinale  |
| HF      | uitgeschakeld in de halve finale |
| F       | de finale verloren               |
| W       | het toernooi gewonnen            |
| w-v     | winst/verlies-balans             |

### Enkelspel
| Grandslamtoernooien   |      |        |
| Australian Open       | –    | 0-0    |
| Roland Garros         | 1R   | 0-1    |
| Wimbledon             | 1R   | 0-1    |
| US Open               | –    | 0-0    |
| Winst-verlies         | 0–2  | 0-2    |
| ATP World Tour Finals |      |        |
| ATP World Tour Finals | –    | 0-0    |
| Olympische Spelen     |      |        |
| Olympische Spelen     | g.t. | 2-1    |
| Statistieken          |      |        |
| Totaal aantal titels  | 0    | 0      |
| Totaal winst-verlies  | 6-8  | 7-10   |
| Eindejaarsranking     | 133  | n.v.t. |